# Aaron Siskind
Aaron Siskind (* 4. Dezember 1903 in New York; † 8. Februar 1991 in Providence, Rhode Island) war ein US-amerikanischer Fotograf. Er entwickelte eine abstrakt-expressionistische Fotografie, die ihn zu einer Schlüsselfigur in der modernen amerikanischen Kunst nach 1945 machte. Er war Mitglied der Photo League in New York. Die Photo League war eine Organisation von Fotografen in New York City, die sich der Dokumentation des Lebens in den Arbeitervierteln widmete. Sie wurde 1936 gegründet und bot ihren Mitgliedern Schulungen, Ausstellungsräume und eine Plattform für den Austausch über soziale und kreative Themen. Die Photo League spielte eine wichtige Rolle bei der Entwicklung der sozialdokumentarischen Fotografie in den USA.

## Leben
Mit dem Wunsch, Schriftsteller zu werden, studierte Siskind zunächst Literaturwissenschaft an der City University of New York. In den frühen 1930er Jahren begann er, sich mit der Fotografie zu beschäftigen. Nach eigener Aussage erhielt er eine Kamera als Hochzeitsgeschenk und entdeckte in den Flitterwochen seine Leidenschaft für das Fotografieren. Von 1932 bis 1941 war er Mitglied der New Yorker Workers Film and Photo League, (ab 1936 Photo League) und befasste sich vornehmlich mit sozialdokumentarischer Fotografie. So verfasste er beispielsweise das vielbeachtete Fotoessay The Harlem Document (1938–40). Ähnliche zeitkritische Fotoserien folgten. Ab den 1940er Jahren wandte er sich von der erzählerischen Fotografie ab und entwickelte eine abstrakt-lyrische Bildsprache. Er konzentrierte sich zunehmend auf Oberflächenstrukturen und bildete beispielsweise Wände mit abgeblätterte Farbe, fleckige Mauern, Erosion, verfaultes Holz und andere unbelebte Objekte ab. 1945 veröffentlichte er die Fotoserie The Drama of Objects in der er auf die Magie unbelebter Gegenstände hinweist. Seine Arbeiten wurden als „dem Abfall abgerungene Kunst“ bezeichnet. Technisch folgte er der straight photography. Seine Bildkompositionen erreichten dabei eine malerische Qualität, die die Werke der Abstrakten Expressionisten, wie beispielsweise Willem de Kooning oder Jackson Pollock, vorwegnimmt.
Von 1947 bis 1949 lehrte Siskind Fotografie am Trenton Junior College in New Jersey. Im Sommer 1950 unterrichtete er gemeinsam mit Harry Callahan am Black Mountain College. Callahan überredete ihn später, sich der Fakultät des IIT Institute of Design (New Bauhaus; Illinois Institute of Technology) in Chicago anzuschließen. Dort unterrichtete er bis 1959 als Professor für Fotografie. In der Zeit veröffentlichte er Fachartikel in der Zeitschrift Aperture. 1959 veröffentlichte er sein erstes Buch. Von 1960 bis 1970 arbeitete er als Mitherausgeber des Choice Magazines. 1963 wurde er Gründungsmitglied der Society for Photographic Education. Zusammen mit Harry Callahan unterrichtete er von 1971 bis 1976 Fotografie an der Rhode Island School of Design in Providence, wo Linda Connor zu seinen Studentinnen zählte. 1984 gründete er die Aaron Siskind Foundation.
Siskind starb 87-jährig am 8. Februar 1991 in Providence, Rhode Island.

## Ausstellungen
- 1947: Erste Einzelausstellung in der Egan Gallery, New York
- 1951: 9th Street Art Exhibition, New York
- 1965: Siskind Recently, Museum of Modern Art, New York
- 1969: Aaron Siskind, Photographer, National Gallery of Canada, Ottawa
- 1989: Siskind in the Collection, Museum of Modern Art, New York
- 1999: Abstractions, Lee Gallery, Wincester
- 2000: Aaron Siskind: Between A Rock & A High Place, Robert Mann Gallery, New York
- 2003: Aaron Siskind - From Chicago to Providence, 1951–91, The RISD Museum, University of Rhode Island, Providence
- 2003: Aaron Siskind 100, Robert Mann Gallery, New York
- 2003: Aaron Siskind at 100, Princeton University Art Museum, Princeton
- 2003: In Conversation: A Centennial Exhibition of Photographs by Aaron Siskind, Whitney Museum of American Art, New York
- 2004: Aaron Siskind: Centennial Celebration, Museum of Fine Arts Houston, Houston
- 2006: Aaron Siskind, Galerie Berinson, Berlin